# Chetoneura
Chetoneura é um género de moscas pertencente à família Keroplatidae.
Espécies:
- Chetoneura cavernae Colless, 1962
- Chetoneura shennonggongensis Amorim & Niu, 2008